# The First Tour of the Angels
The First Tour of the Angels fue la primera gira de conciertos de la banda de power metal sinfónico Nightwish, del 31 de diciembre de 1997 al 13 de noviembre de 1998.
Nightwish tocó sólo ocho conciertos ya que Jukka Nevalainen y Emppu Vuorinen fueron a por su servicio militar obligatorio, y Tarja Turunen no había terminado sus estudios.
Hay un bootleg del show en Tavastia disponible en YouTube, llamado Live at the Tavastia Club. En el DVD End of Innocence podemos observar material grabado del primer show en Huvikeskus en 1997, lamentablemente sin audio. El video de Sacrament of Wilderness fue grabado en el show en Huvikeskus en 1998 - el cual fue el primer show con el nuevo bajista Sami Vänskä.

## Canciones

### Total
Angels Fall First
- "Elvenpath"
- "Beauty and the Beast"
- "The Carpenter"
- "Astral Romance"
- "Angels Fall First"
- "Tutankhamen"
- "Know Why the Nightingale Sings"

Oceanborn
- "Sacrament of Wilderness"

Hasta la fecha no se ha confirmado la presencia de estas canciones:
- "Nymphomaniac Fantasia"
- "A Return to the Sea"
- "Once Upon a Troubadour"
- "The Forever Moments"
- "Piano solo"

### Setlist
Un setlist típico consistiría de:
- "Elvenpath"
- "The Carpenter"
- "Tutankhamen"
- "Angels Fall First"
- "Know Why the Nightingale Sings"
- "Astral Romance"
- "Beauty and the Beast"

"Sacrament of Wilderness" fue tocada por primera vez el 13 de noviembre de 1998.

## Fechas
| Fecha                   | Ciudad      | País      | Teatro        |
| ----------------------- | ----------- | --------- | ------------- |
| Finland                 |             |           |               |
| 31 de diciembre de 1997 | Kitee       | Finlandia | Ice-Hall      |
| 9 de enero de 1998      | Helsinki    | Finlandia | Lepakko       |
| 13 de febrero de 1998   | Helsinki    | Finlandia | Tavastia Club |
| 14 de febrero de 1998   | Pori        | Finlandia | Jungle Jane   |
| 25 de febrero de 1998   | Joensuu     | Finlandia | Kellari       |
| 27 de febrero de 1998   | Jyväskylä   | Finlandia | Lutakko       |
| 6 de marzo de 1998      | Siilinjärvi | Finlandia | Huvikumpu     |
| 13 de noviembre de 1998 | Kitee       | Finlandia | Ice-Hall      |

## Miembros
- Tarja Turunen  - voz
- Tuomas Holopainen  - teclados y voz masculina
- Emppu Vuorinen  - guitarra
- Jukka Nevalainen  - batería
- Marianna Pellinen  - teclados y coros
- Samppa Hirvonen  - bajo (hasta el 6 de marzo de 1998)
- Sami Vänskä  - bajo (13 de noviembre de 1998)